# 布罗科斯泰拉
布罗科斯泰拉（義大利語：Broccostella），是意大利弗罗西诺内省的一个市镇。总面积11.95平方公里，人口2789人，人口密度233.4人/平方公里（2009年）。ISTAT代码为060015。